# Place des femmes paraguayennes durant la guerre de la Triple-Alliance
 (janvier 2021).
La mise en forme du texte ne suit pas les recommandations de Wikipédia : il faut le « wikifier ».
Les points d'amélioration suivants sont les cas les plus fréquents. Le détail des points à revoir est peut-être précisé sur la page de discussion.
- Les titres sont pré-formatés par le logiciel. Ils ne sont ni en capitales, ni en gras.
- Le texte ne doit pas être écrit en capitales (les noms de famille non plus), ni en gras, ni en italique, ni en « petit »…
- Le gras n'est utilisé que pour surligner le titre de l'article dans l'introduction, une seule fois.
- L'italique est rarement utilisé : mots en langue étrangère, titres d'œuvres, noms de bateaux, etc.
- Les citations ne sont pas en italique mais en corps de texte normal. Elles sont entourées par des guillemets français : « et ».
- Les listes à puces sont à éviter, des paragraphes rédigés étant largement préférés. Les tableaux sont à réserver à la présentation de données structurées (résultats, etc.).
- Les appels de note de bas de page (petits chiffres en exposant, introduits par l'outil «  Source ») sont à placer entre la fin de phrase et le point final[comme ça].
- Les liens internes (vers d'autres articles de Wikipédia) sont à choisir avec parcimonie. Créez des liens vers des articles approfondissant le sujet. Les termes génériques sans rapport avec le sujet sont à éviter, ainsi que les répétitions de liens vers un même terme.
- Les liens externes sont à placer uniquement dans une section « Liens externes », à la fin de l'article. Ces liens sont à choisir avec parcimonie suivant les règles définies. Si un lien sert de source à l'article, son insertion dans le texte est à faire par les notes de bas de page.
- La présentation des références doit suivre les conventions bibliographiques. Il est recommandé d'utiliser les modèles {{Ouvrage}}, {{Chapitre}}, {{Article}}, {{Lien web}} et/ou {{Bibliographie}}. Le mode d'édition visuel peut mettre en forme automatiquement les références.
- Insérer une infobox (cadre d'informations à droite) n'est pas obligatoire pour parachever la mise en page.

Pour une aide détaillée, merci de consulter Aide:Wikification.
Si vous pensez que ces points ont été résolus, vous pouvez retirer ce bandeau et améliorer la mise en forme d'un autre article.
Les femmes paraguayennes durant la Guerre de la Triple Alliance (1864-1870) ont participé activement au conflit en raison du caractère de « guerre totale » de ce conflit sud-américain.
Tous les hommes aptes pour les armes ayant été recrutés, dès le début les femmes ont assumé sous forme exclusive la récolte dans les fermes, le pâturage de brebis, en plus de se charger du tissage et de la fabrication d’habits de coton et de couverture de laine pour l’armée.
Des dames assomptionnaises ont voyagé à Corumbá et ont accompagné l’armée paraguayenne dans la Campagne de Mato Grosso, en décembre 1864. Cependant, il y avait aussi des femmes derrière le bataillon de la Triple Alliance : les « vendeuses de vivres » qui suivaient les forces brésiliennes à Mato Grosso en 1867 et à San Pedro en 1969.  

## Premières manifestations
L’enthousiasme belliqueux initial commence à décliner après la défaite de Riachuelo et la reddition du premier bataillon à Uruguaiana, en septembre 1865. Selon le consul français L. Cochelet, « Les femmes qui forment presque exclusivement le reste de la population, commencent à s’exprimer avec plus de liberté pour le Paraguay, et à dire que le Président est responsable que la main de la Providence se soit abattue si lourdement sur le pays. »

Alors qu’un contingent de recrues auparavant exonérées pour des empêchements physiques, se dirige vers le port d’Asunción, pour embarquer à Humaitá, une manifestation générale éclate au marché Guazú :  
« Lorsqu’ils sont apparus sur la place du marché pour faire leurs ultimes achats avant de partir, il y eut une exclamation générale de peine de la part de toutes les femmes, qui disaient ouvertement que ces malheureux  étaient envoyés à l’abattoir (…) La police ne pût pas punir, puisque que tout le monde était coupable. »
Néanmoins, en août 1866, lorsque le Traité secret de la Triple Alliance est publié dans El Semanario, l’adhésion populaire à la guerre se renforce. Les femmes travaillent maintenant dans les hôpitaux, et il y a des « bataillons de femmes » à Humaitá, en charge de tâches ménagères (cuisiner, laver le linge, nettoyer les chambres) et de soins aux blessés et aux malades. Plus tard, elles participent même à la creusée des tranchées, ainsi qu’au transport des provisions et des équipements de guerre, dans la longue marche de l’armée vers la Cordillère des Andes et la Cerro Corá.

### Les étapes historiques des manifestations
En 1867, les Paraguayennes soutiennent la « cause nationale » de deux façons. Premièrement, des milliers de femmes de tous les villages et districts offrent leurs bijoux pour la guerre.
Leurs noms, le type et le poids des bijoux que chacune possédait, occupent trois volumes manuscrits des Archives Nationales, dans les « livres de records des manifestations de bijoux et de bijoux des citoyennes paraguayennes pour augmenter les éléments de défense de la patrie ».
Entre janvier et février 1867, les dames assomptionistes se réunissent à cet effet à l’initiative de Escolástica Gill de Barrios. La liste des offrandes est dirigée par Juana Pabla Carrillo de López, mère du président.

Le maréchal López accepte le don de 20% des bijoux, et pour l’anniversaire de l’indépendance nationale, le 25 novembre de cette année, un cortège de remise au maréchal Lopez a lieu dans Paso Pucu. Il reçoit une remarquable pièce d'orfèvrerie réalisée en or et pierres précieuses, par les orfèvres Ramon Franco et Juan du Vall. 
         C’était une épée, dont le « manche consistait en un Saint-Georges et le dragon, tout en or massif, décoré avec 23 pierres brillantes et d’un grand nombre de pierres précieuses. La gaine était en or avec des arabesques en relief. Ceci était enfermé dans une autre gaine (…) également en or pur, avec une statue à l’extrémité et construite d’une manière que, en la refermant, on voyait seulement la partie qui contenait le poing, en figurant alors un bel ornement de table ».
 À la fin de l'année 1867, le journal officiel El Semanario signale « un mouvement entre les femmes pour obtenir du gouvernement l’admission de celles-ci dans les rangs de l’armée, en qualité de combattants ». Elles demandent aux juges de paix « d’être instruits sur le maniement des armes », et l’initiative est donnée à Lambaré, Aregua, Ibytymi, Villa Rica et Itapé. Également, les femmes des trois quartiers d’Asunción sollicitent du vice-précident Sánchez « l’honneur de combattre avec les armes en défense de la patrie aux côtés de leurs frères soldats de l’armée nationale ».
Bien que l’offre ait été refusée, un bataillon de « 20 bonnes femmes appartenant au village d’Areguá ont obtenu des lances, quelques uniformes blancs avec des ceintures tricolores et une casquette écossaise inventée par Mme Lynch, et sont allées traverser Asunción en chantant des hymnes patriotiques ».  
Selon des témoignages contemporains, des femmes auraient reçu un entraînement militaire :         
« Je peux garantir son existence. J’ai devant moi une liste, imprimée, de noms de soixante personnes, commençant par celui de Juana Tomasa Frutos et se terminant par celui de Brígida Chavez, intitulée Liste nominale de femmes se portant volontaires pour prendre les armes. Doña Carolina Gill (…) a été capitaine d’une compagnie ». Dans « tout le pays, les compagnies ont été organisées. Un modèle pour les uniformes des volontaires a été déterminé. Les officiers de l’Armée qui avaient été dans les hôpitaux et qui étaient convalescents ont eu pour mission d’entraîner ces femmes en vue d’une évolution dans le domaine militaire. La seule arme sur laquelle elles ont appris a été la lance. Aucune arme à feu n’a jamais été mise entre leurs mains. (…) Aucune compagnie organisée à ce moment-là n’a été envoyée à l’armée en tant que soldats. Des centaines et des milliers d’entre elles ont été envoyées en tant qu’employées. On a exigé d’elles tous types de travaux domestiques : le nettoyage du campement, la découpe et le déplacement du bois, et même le creusement des tranchées. » 
Mais en général, complètement désarmées, elles poursuivent le service militaire sur tous les fronts, souvent avec leurs plus jeunes enfants. À l’arrivée des Alliés sur le territoire national, elles prennent part à des batailles et des escarmouches. De ce fait, les « boucheries de femmes et d’enfants » ont commencé durant l’évacuation de Humaitá. Elles se sont répétées a Itá Ybaté, Piribebuy, et Acosta Ñu.

## Représailles
Outre la violence des combats, le gouvernement paraguayen a emprisonné, torturé et tué des femmes accusées d'être des traîtres, et a tué par épuisement de nombreuses résidentes, - des femmes qui, en obéissance à un décret de l'état de siège, ont suivi l'armée dans sa retraite- et les Destinées, accusés de critiquer le gouvernement, ou des parents d'opposants au maréchal Lopez confinés dans les champs lointains de Panadero et Espadín,.
Dès la fin de 1867, Washburn, qui fut le premier consul américain à Asuncion, a cité : 
"De nombreux cas de femmes de classe inférieure ont été envoyées en prison ... pour avoir exprimé le besoin naturel que la guerre se termine. Après l'évacuation d'Asunción, j'ai appris que des centaines de veuves avaient été emprisonnées (...) et enchaînées pour avoir donné libre cours aux expressions de compassion".

Dans les archives judiciaires de l'époque, l'historien B. Poothast a constaté que
« Le nombre de femmes était trois fois supérieur à celui des hommes dans le nombre total de personnes accusées de crimes politiques. (...) ils répandent des nouvelles défaitistes sur les mauvaises conditions de vie dans les camps, l'abus d'alcool pour maintenir l'esprit de guerre des soldats (...). D'autres (...) ont déclaré qu'ils préféraient avoir leur homme à la maison, même blessé ou handicapé, plutôt que de le voir tué pour la patrie »
En revanche, les femmes de la classe supérieure ont résisté à la campagne de donation de bijoux, qu'elles jugeaient comme une expropriation inutile et injuste de leurs biens. Le pays était déjà bloqué au commerce et à l'expropriation injuste de leurs biens. Le dépôt de bijoux dans les consulats, la vente clandestine ou l'enterrement de bijoux de valeur ont été réitérés au cours des mois de la campagne de dons.
De la même façon que les Paraguayennes ont offert leur travail, leur vie et leurs biens de manière exemplaire dans cette guerre tragique, la seule résistance intérieure à la poursuite de la guerre a sans doute été féminine.